# Igreja da Assunção da Santíssima Virgem Maria (Bolderāja)
A Igreja da Assunção da Santíssima Virgem Maria (em letão:  Bolderājas Vissvētākās Jaunavas Marijas Debesīs uzņemšanas Romas katoļu baznīca) é uma igreja católica em Bolderāja, um subúrbio de Riga, na Letónia. A igreja está situada no n.º 17 da Rua Goba.